# ココ・テムル
ココ・テムル（Köke Temür、? - 1375年）は、元・北元の将軍。漢字表記は擴廓帖木児であるが、「王保保」という中国名も有していた。

## 概要
ココ・テムルの遠祖は幼い頃のチンギス・カンの命を助ける功績のあったバヤウト部のソルカンであり、ソルカンの曾孫のサイン・チダクとナイマン部族のチャガン・テムルの妹との間にココ・テムルは生まれた。『明史』にはウカアト・カアン（トゴン・テムル）より「擴廓帖木児」という名を賜ったとの記述があり、「王保保」という中国名こそが本名であるという説が有力であったが、1990年に発見された「賽因赤答忽墓誌」の記述によって現在では「ココ・テムル Kökö Temür」こそが本名であると考えられている。
ココ・テムルの実父であるサイン・チダクの墓誌（「賽因赤答忽墓誌」）によると、生まれながらに聡明であったが幼い頃は病弱であり、これを心配した母方の伯父のチャガン・テムルは我が子のように慈しみ、やがて養子にしたという。
チャガン・テムルは元末の騒乱期に河南で軍閥を形成していたが、至正22年（1362年）に山東で紅巾党との戦いで命を落とすと、ココ・テムルはその軍閥と官職を継ぎ、山東の征伐で叔父に劣らない軍才を示した。
しかしその直後、叔父の生前から敵対関係にあった山西の大同を本拠地とする軍閥ボロト・テムル将軍との敵対が深まり、山西南部の太原に入って大同のボロト・テムルと対峙した。また、元の首都の大都ではウカアト・カアン（トゴン・テムル）の側近たちと、皇帝の実子で皇太子のアユルシリダラの間で内紛が起こっていたが、ボロト・テムルは反皇太子派に荷担したためアユルシリダラの側についた。
この対立は至正24年（1364年）、皇太子派が反皇太子派を脅かしたために反皇太子派のボロト・テムルが大同から兵を大都に進めてカアンを自らの掌中に置いて政権を奪取し、皇太子アユルシリダラは都を逃れて太原のココ・テムルのもとに落ち延びる事態に至った。ここに至ってココ・テムルは皇太子と連合してボロト・テムルとの決戦に臨み、至正25年（1365年）にココ・テムルの軍が大都に迫るとボロト・テムルは軍中の内乱にあって滅んだ。ココ・テムルは大都に入城して皇太子を中央政界に復帰させ、この功によって中書左丞相の地位と河南王の爵位を授けられた。しかし、この内紛の間に江南では朱元璋が勢力を固めつつあった。
ココ・テムルは皇太子の信任のもとに元軍の総司令官を委ねられ、反元運動の討伐の総司令官となるが、河南軍閥以来の漢人将校を含む配下の将兵らがココ・テムルに反抗を見せるようになり始め、反乱も起こった。また、至正27年（1367年）にはトゴン・テムルから政治と軍事の全権を付与されてほとんどカアン同然となっていたアユルシリダラは次第に権力と軍事力を持つココ・テムルを疎み始め、元軍に間隙が生じた。このためこれまで強勢を誇ってきたココ・テムルの軍は朱元璋の立てた新王朝の明の軍勢の前に敗れて河南・太原を失い、至正28年（1368年）に元は大都を捨てて北方に移ることを余儀なくされた。
洪武3年（1370年）、トゴン・テムルが死にアユルシリダラが皇帝に即位した頃、太原から甘粛に逃れていたココ・テムルはモンゴル高原のカラコルム方面に入ってアユルシリダラの軍に合流し、カアンを補佐して元を追撃せんとする明軍に対する防衛にあたった。洪武5年（1372年）には、モンゴル高原に侵攻してきた明の将軍徐達が率いる15万の大軍をわずかな手兵で打ち破り、数万人を殺したといわれるという大勝利を挙げる。
その後は元の中国回復を目指して元軍を率いて南下し、一時は山西地方まで勢力を盛り返したが、洪武8年（1375年）に病死した。ココ・テムルと、その3年後のアユルシリダラの死を境に北元の勢力は急速に解体に向かい、元の中国回復は果たされないままに終わる。ココ・テムルの弟のトイン・テムルは北元の詹事院同知を務めたが、洪武21年（1388年）に藍玉の率いる明軍の捕虜となり、謀反に巻き込まれて殺害された。

## 家系
- ソルカン
  - ジュルジ（喜往）
    - バヤウダイ（伯要兀歹）
      - サイン・チダク（賽因赤答忽）
        - ココ・テムル（擴廓帖木児）
        - トイン・テムル（脱因帖木児）